# مورتون غولدبرغ
مورتون غولدبرغ (بالإنجليزية: Morton Goldberg)‏ هو لاعب بلياردو أمريكي ‏ أمريكي، ولد في 17 ديسمبر 1916، وتوفي في 22 فبراير 1996.